# Arco de Iquitos
El Arco de Iquitos es un alto de basamento y una zona topográficamente elevada en la Amazonia peruana que constituye el límite occidental de la cuenca del Solimões y el ímite oriental de la cuenca del Marañón. Se le considera un abultamiento de las cuencas de antepaís de los Andes. Su formación comenzó en el Mioceno producto de la tectónica Andina y su crecimiento continua hasta el presente. Al formarse contribuyó a la desaparición del sistema de lagos y humedales de Pebas que cubría gran parte de la Amazonia occidental. Se considera que el arco del Envira, formado previamente en el Jurásico y actualmente ubicado 100 km al oeste del arco de Iquitos, tuvo con posterioridad un impacto considerable en la formación del arco de Iquitos.